# Sarcophaga bergi
Sarcophaga bergi är en tvåvingeart som beskrevs av Boris Borisovitsch Rohdendorf 1937. Sarcophaga bergi ingår i släktet Sarcophaga och familjen köttflugor.
Artens utbredningsområde är Turkiet. Inga underarter finns listade i Catalogue of Life.